# Hugo Weischet
Hugo Weischet (* 24. September 1897 in Elberfeld; † 24. April 1976 in Neuwied) war ein deutscher Landschafts- und Porträtmaler.

## Leben
Zunächst Schüler von Max Bernuth an der Kunstgewerbeschule Elberfeld, besuchte Weischet nach der Teilnahme am Ersten Weltkrieg, in dem er mehrfach verwundet wurde, von 1919 bis 1921 die Kunstakademie Düsseldorf, um bei Professor Carl Ederer zu studieren. Von 1921 bis 1923 setzte er sein Studium in München bei Carl von Marr und Franz von Stuck fort.
Von 1924 bis 1925 studierte er an der Kunstakademie in Budapest. Anschließend hielt sich Hugo Weischet mehrere Jahre in Ungarn auf. Sein bedeutendster Privatauftrag war das Porträt des ungarischen Politikers Graf Albert von Apponyi. Weitere Studienaufenthalte in Schweden (1932) sowie in Florenz und Rom (1934) schlossen sich an. 1934 erhielt Weischet das Große Preußische Staatsstipendium. 1935 heiratete er seine Frau Wilma, eine geborene Ungarin, die 1954 starb.
Das Angebot des NS-Kultusministers Bernhard Rust, nach Berlin zu kommen, lehnte er ab und wohnte stattdessen weiterhin in Solingen, wo er sich lediglich an lokalen Ausstellungen beteiligte.
Nach Teilnahme am Zweiten Weltkrieg und Gefangenschaft sowie einem neuerlichen Aufenthalt in Schweden 1954 ließ er sich 1955 in Fahr (Neuwied) endgültig nieder, wo er als „Meister der Farben“ insbesondere für Gemälde der heimischen Industrie und Landschaft sowie später für Porträtdarstellungen bekannt war. U. a. porträtierte er seine Künstlerkollegen Martha von Laffert und Karl Bruchhäuser. In diese Zeit fielen zahlreiche Ausstellungen, beispielsweise im Kreismuseum Neuwied, im Deutschen Klingenmuseum, Solingen (12. Dezember 1962 bis 3. Februar 1963), in Münster und in Düsseldorf.
Weischet starb nach längerer Krankheit am 24. April 1976 in Neuwied. Sein mit einer Basaltplatte abgedecktes Ehrengrab liegt auf dem Friedhof der Feldkirche im Stadtteil Neuwied-Feldkirchen.
Posthum veranstaltete die Stadt Neuwied vom 6. September bis zum 5. Oktober 1997 eine umfangreiche Ausstellung in der städtischen Galerie Mennonitenkirche mit Werken aus dem Besitz der Stadt und zahlreichen privaten Leihgaben.